# Археология, етнография и антропология на Евразия
Археология, етнография и антропология на Евразия (на руски: Археология, этнография и антропология Евразии; на английски: Archaeology, Ethnology and Anthropology of Eurasia) е научно списание в Русия в областта на археологията и етнографията, основано през 2000 г.
Издава се 4 пъти годишно на руски и английски език от Института по археология и етнография от Сибирския клон на Руската академия на науките в Новосибирск.